# Токмурзин, Валентин Максимович
Валенти́н Макси́мович Токму́рзин (24 марта 1912, Ронга, Ронгинская волость, Царевококшайский уезд, Казанская губерния, Российская империя — 19 апреля 1998, Звенигово, Марий Эл) — марийский советский деятель сельского хозяйства, агроном, охотовед. Главный агроном Звениговского района Марийской АССР (1964—1970). Заслуженный агроном Марийской АССР (1960). Кавалер ордена Ленина (1951). Участник Великой Отечественной войны.

## Биография
Родился 24 марта 1912 года в селе Ронга ныне Советского района Марий Эл в семье учителя.
Окончил начальную школу в родном селе. С 3-го курса Бирского педагогического техникума Башкирской АССР в 1927 году перевёлся в Нартасский сельскохозяйственный техникум «из-за почтения к профессии агронома» и окончил его в 1930 году.
По окончании техникума был направлен в рабочий посёлок Юрино Марийской автономной области.
В 1929 году окончил Высшие снайперские курсы ЦС Осоавиахима в г. Мытищи.
В 1933 году женился и в 1934 году с молодой супругой Верой переехал в Башкирскую АССР. В этом же году у них родился сын Юрий, в 1936 году — дочь Яна, погибшая в 1946 году, а в 1938 году — сын Леонид.
В 1940 году с семьёй вновь вернулся в п. Юрино Марийской АССР.
В январе 1943 года призван в РККА. Участник Великой Отечественной войны: инструктор-снайпер 364 стрелкового полка 139 стрелковой дивизии 10 армии на Западном фронте, ефрейтор. Воевал под г. Ржевом, в операциях за март — сентябрь 1943 года уничтожил 28 фашистов. В сентябре 1943 года под г. Рославль Смоленской области был ранен. После лечения в госпитале в июле 1944 года вернулся домой инвалидом 2 группы.
Во второй половине 1940-х годов развелся с первой женой и женился второй раз, на Тамаре, у них родились две дочки — Татьяна и Ирина. 
С 1944 года — агроном Юринского, с 1947 года — Горномарийского, с 1958 года — Килемарского районов Марийской АССР, а в 1964—1972 годах — главный агроном Звениговского района МАССР. В 1972 году вышел на пенсию.
В 1972—1989 годах — охотовед. Сдал государству более 1700 единиц пушного зверя!.
В 1991 году опубликовал воспоминания о родине отца.
За вклад в развитие сельского хозяйства в 1960 году ему присвоено почётное звание «Заслуженный агроном Марийской АССР». Награждён орденами Ленина, Трудового Красного Знамени, медалями.
Скончался 19 апреля 1998 года в г. Звенигово Марий Эл.

## Звания и награды

### Трудовые
- Заслуженный агроном Марийской АССР (1960)[1][3]
- Орден Ленина (1951)[1][3]
- Орден Трудового Красного Знамени (1966)[1][3]
- Медаль «За доблестный труд. В ознаменование 100-летия со дня рождения Владимира Ильича Ленина» (1970)
- Серебряная медаль ВДНХ (1955)[1]

### Боевые
- Орден Отечественной войны I степени (06.04.1985)[5]
- Медаль «За отвагу» (СССР) (13.09.1943)[5]
- Медаль «За победу над Германией в Великой Отечественной войне 1941—1945 гг.»[4][7]

## Память
Отдельные фотодокументы и награды агронома В. М. Токмурзина ныне хранятся в Звениговском районном краеведческом музее Марий Эл.  